# Angrie
Pour les articles homonymes, voir Angrie (Allemagne).
Angrie est une commune française située dans le département de Maine-et-Loire, en région Pays de la Loire.

## Géographie

### Localisation
Commune angevine du Segréen, Angrie se situe à l'ouest du département, sur les routes D770, Candé - Vern d'Anjou, et D 219, Loiré - La Cornuaille.

### Géologie et relief
Le territoire est assez vallonné, et se trouve sur les unités paysagères du plateau du Segréen. Le village se situe sur un petit plateau.

### Hydrographie
La commune est délimitée naturellement par l'Erdre, l'Argos et le ruisseau de Préfouré.

### Voies de communication et transports
- D 770
- D 219

### Climat
Pour des articles plus généraux, voir Climat des Pays de la Loire et Climat de Maine-et-Loire.
En 2010, le climat de la commune est de type climat océanique altéré, selon une étude du CNRS s'appuyant sur une série de données couvrant la période 1971-2000. En 2020, Météo-France publie une typologie des climats de la France métropolitaine dans laquelle la commune est exposée à un climat océanique et est dans la région climatique Bretagne orientale et méridionale, Pays nantais, Vendée, caractérisée par une faible pluviométrie en été et une bonne insolation.
Pour la période 1971-2000, la température annuelle moyenne est de 11,6 °C, avec une amplitude thermique annuelle de 13,9 °C. Le cumul annuel moyen de précipitations est de 734 mm, avec 11,6 jours de précipitations en janvier et 6,2 jours en juillet. Pour la période 1991-2020, la température moyenne annuelle observée sur la station météorologique installée sur la commune est de 12,3 °C et le cumul annuel moyen de précipitations est de 710,5 mm,. Pour l'avenir, les paramètres climatiques de la commune estimés pour 2050 selon différents scénarios d'émission de gaz à effet de serre sont consultables sur un site dédié publié par Météo-France en novembre 2022.
| Mois                                  | jan.          | fév.           | mars        | avril         | mai           | juin          | jui.          | août          | sep.          | oct.          | nov.          | déc.          | année      |
| ------------------------------------- | ------------- | -------------- | ----------- | ------------- | ------------- | ------------- | ------------- | ------------- | ------------- | ------------- | ------------- | ------------- | ---------- |
| Température minimale moyenne (°C)     | 3,1           | 2,6            | 3,9         | 5,6           | 8,9           | 12,2          | 13,6          | 13,3          | 10,8          | 8,8           | 6             | 3,3           | 7,7        |
| Température moyenne (°C)              | 6             | 6,3            | 8,4         | 11,2          | 14,2          | 17,5          | 19,4          | 19,1          | 16,5          | 13            | 9,2           | 6,4           | 12,3       |
| Température maximale moyenne (°C)     | 8,9           | 10             | 12,8        | 16,7          | 19,5          | 22,7          | 25,2          | 24,9          | 22,2          | 17,2          | 12,5          | 9,4           | 16,8       |
| Record de froid (°C) date du record   | −8,3 05.01.09 | −12,6 12.02.12 | −5 15.03.13 | −4,2 04.04.22 | −1 06.05.19   | 4,9 11.06.19  | 5,9 07.07.20  | 5,3 26.08.18  | 1,8 29.09.07  | −2,7 26.10.10 | −7,4 16.11.07 | −8,4 16.12.09 | −12,6 2012 |
| Record de chaleur (°C) date du record | 16,4 24.01.16 | 20 27.02.19    | 23 30.03.21 | 27 20.04.18   | 30,8 26.05.17 | 39,5 18.06.22 | 41,2 18.07.22 | 38,2 07.08.20 | 35,2 09.09.23 | 30,5 02.10.23 | 20,9 08.11.15 | 17,7 19.12.15 | 41,2 2022  |
| Précipitations (mm)                   | 70,6          | 61,1           | 53,4        | 48            | 58,2          | 63,3          | 41,2          | 46,3          | 44,2          | 67            | 79,8          | 77,4          | 710,5      |

## Urbanisme

### Typologie
Au 1er janvier 2024, Angrie est catégorisée commune rurale à habitat dispersé, selon la nouvelle grille communale de densité à sept niveaux définie par l'Insee en 2022.
Elle est située hors unité urbaine et hors attraction des villes,.

### Occupation des sols
L'occupation des sols de la commune, telle qu'elle ressort de la base de données européenne d’occupation biophysique des sols Corine Land Cover (CLC), est marquée par l'importance des territoires agricoles (95,7 % en 2018), en diminution par rapport à 1990 (96,6 %). La répartition détaillée en 2018 est la suivante : 
terres arables (42,9 %), prairies (42,3 %), zones agricoles hétérogènes (10,4 %), forêts (2,9 %), zones urbanisées (0,8 %), zones industrielles ou commerciales et réseaux de communication (0,7 %). L'évolution de l’occupation des sols de la commune et de ses infrastructures peut être observée sur les différentes représentations cartographiques du territoire : la carte de Cassini (XVIIIe siècle), la carte d'état-major (1820-1866) et les cartes ou photos aériennes de l'IGN pour la période actuelle (1950 à aujourd'hui).

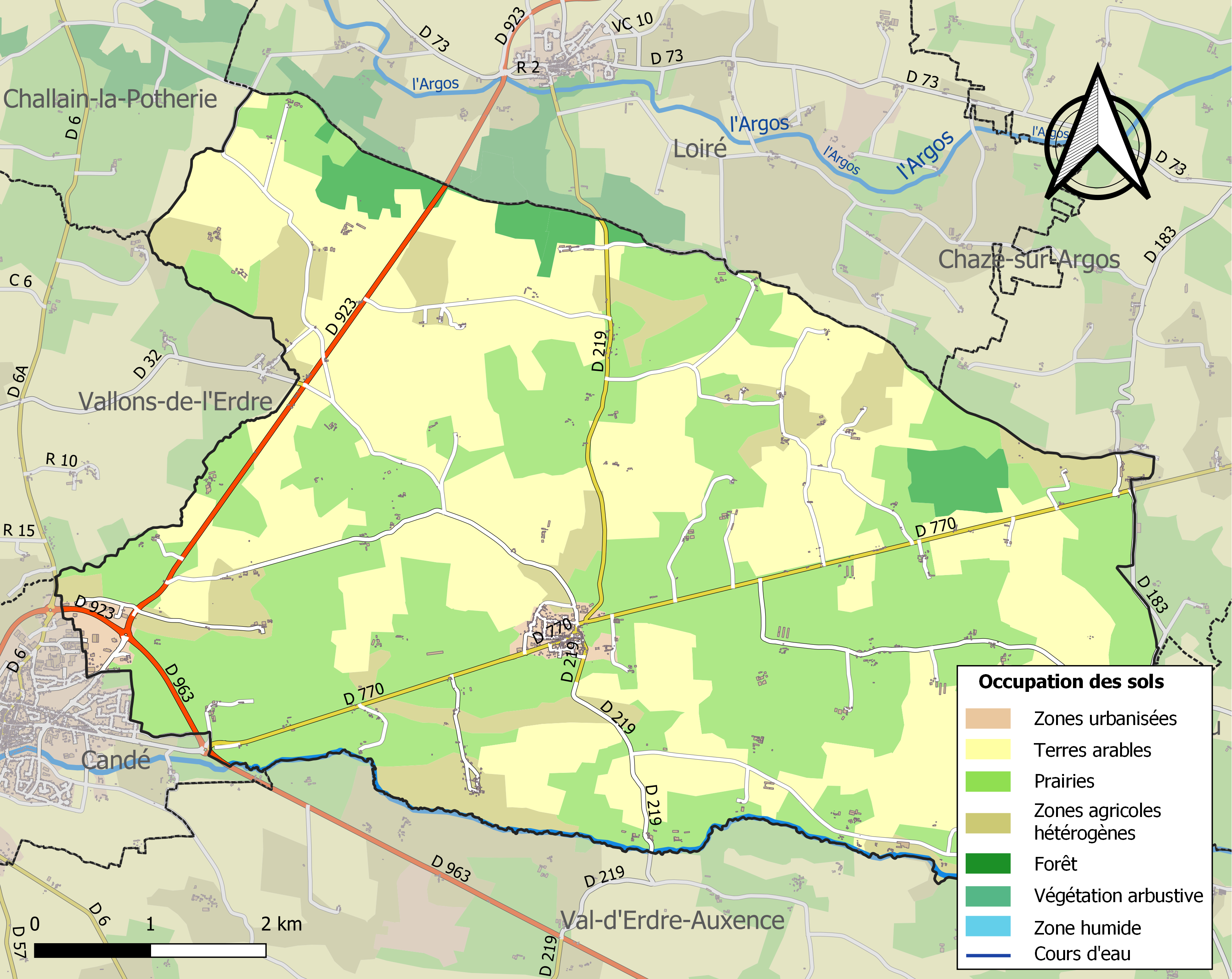
Carte des infrastructures et de l'occupation des sols de la commune en 2018 (CLC).

## Toponymie
Forme ancienne du nom : Angria ou Ingria.

## Histoire
Angrie est citée pour la première fois à la fin du XIe siècle, le bourg s'organise alors autour d'un château, aujourd'hui disparu, et d'une église paroissiale. Plus tard, le château est déplacé à son emplacement actuel et la commune s'enrichit grâce aux fours à chaux et aux carrières d'ardoise. Au XIXe siècle sont construites la mairie, l'église, les écoles et la plupart des maisons ; le cimetière, autrefois près de l'église, est déplacé. Angrie posséda jusqu'à la fin du XXe siècle une gare de la ligne reliant Ancenis à Segré.
Le monument aux morts de Candé, érigé en 1906 porte le nom de sept habitants d'Angrie, dont certains sont morts à la bataille de Magenta, à Niederbronn, à Saint-Privat, ou en Tunisie.
Pendant la Première Guerre mondiale, 65 habitants perdent la vie et six sont portés disparus. Lors de la Seconde Guerre mondiale, quatre habitants sont tués, dont un déporté du travail.

## Politique et administration

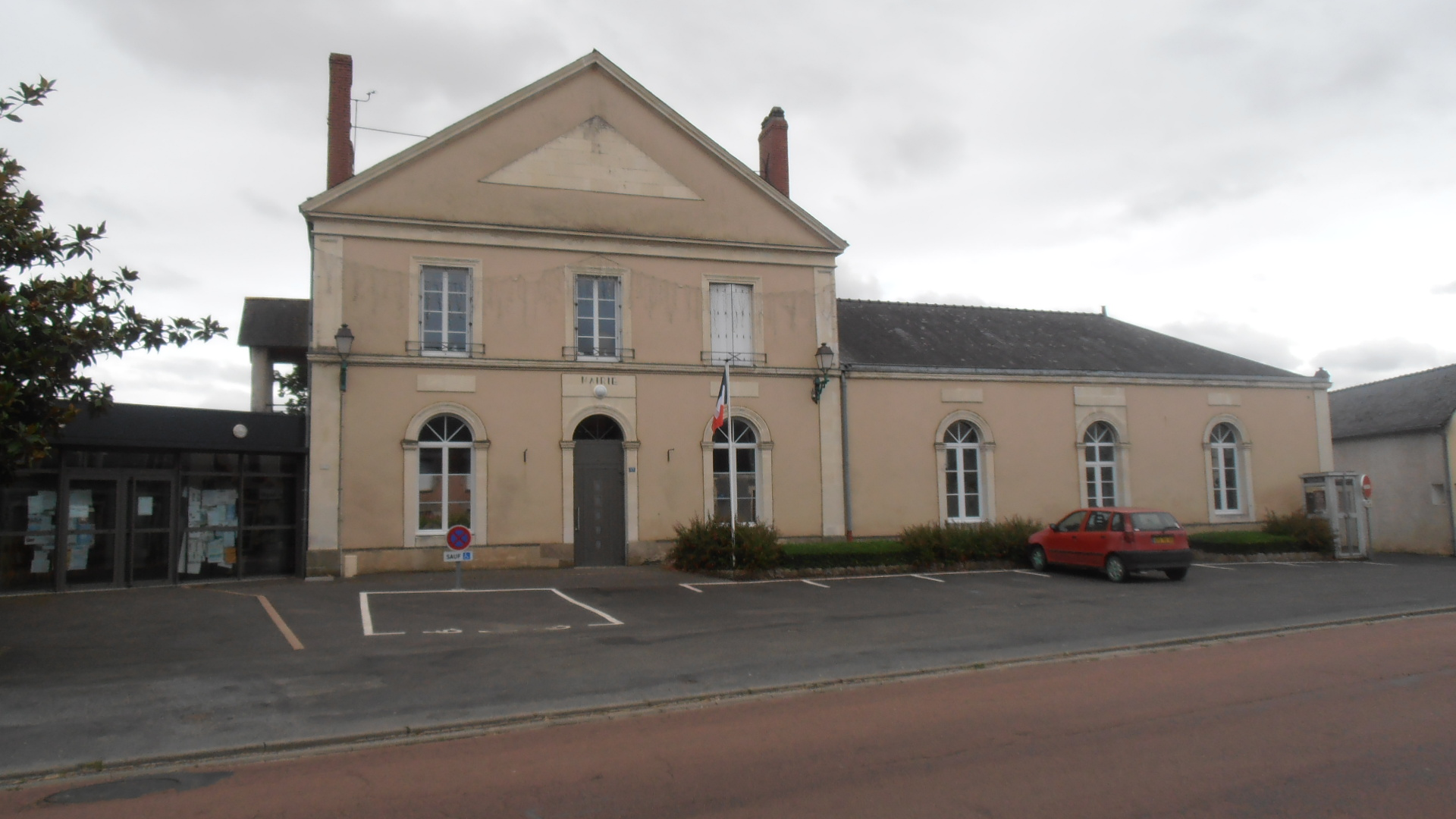
La mairie.

### Intercommunalité
La commune est membre de Anjou Bleu Communauté, elle-même membre du syndicat mixte Pays de l'Anjou bleu, Pays segréen.

## Population et société

### Démographie

#### Évolution démographique
L'évolution du nombre d'habitants est connue à travers les recensements de la population effectués dans la commune depuis 1793. Pour les communes de moins de 10 000 habitants, une enquête de recensement portant sur toute la population est réalisée tous les cinq ans, les populations de référence des années intermédiaires étant quant à elles estimées par interpolation ou extrapolation. Pour la commune, le premier recensement exhaustif entrant dans le cadre du nouveau dispositif a été réalisé en 2005.

En 2022, la commune comptait 917 habitants, en évolution de −3,17 % par rapport à 2016 (Maine-et-Loire : +2,12 %, France hors Mayotte : +2,11 %).
| 1793  | 1800 | 1806 | 1821  | 1831  | 1836  | 1841  | 1846  | 1851  |
| ----- | ---- | ---- | ----- | ----- | ----- | ----- | ----- | ----- |
| 1 173 | 990  | 945  | 1 103 | 1 205 | 1 163 | 1 252 | 1 434 | 1 486 |

| 1856  | 1861  | 1866  | 1872  | 1876  | 1881  | 1886  | 1891  | 1896  |
| ----- | ----- | ----- | ----- | ----- | ----- | ----- | ----- | ----- |
| 1 510 | 1 665 | 1 901 | 1 873 | 1 848 | 1 865 | 1 862 | 1 899 | 1 703 |

| 1901  | 1906  | 1911  | 1921  | 1926  | 1931  | 1936  | 1946  | 1954  |
| ----- | ----- | ----- | ----- | ----- | ----- | ----- | ----- | ----- |
| 1 685 | 1 636 | 1 607 | 1 390 | 1 322 | 1 309 | 1 273 | 1 194 | 1 169 |

| 1962 | 1968 | 1975 | 1982 | 1990 | 1999 | 2005 | 2006 | 2010 |
| ---- | ---- | ---- | ---- | ---- | ---- | ---- | ---- | ---- |
| 927  | 925  | 787  | 704  | 700  | 678  | 796  | 820  | 951  |

| 2015 | 2020 | 2022 | - | - | - | - | - | - |
| ---- | ---- | ---- | - | - | - | - | - | - |
| 946  | 922  | 917  | - | - | - | - | - | - |

#### Pyramide des âges
La population de la commune est relativement jeune.
En 2018, le taux de personnes d'un âge inférieur à 30 ans s'élève à 39,2 %, soit au-dessus de la moyenne départementale (37,2 %). À l'inverse, le taux de personnes d'âge supérieur à 60 ans est de 21,3 % la même année, alors qu'il est de 25,6 % au niveau départemental.
En 2018, la commune comptait 486 hommes pour 454 femmes, soit un taux de 51,7 % d'hommes, largement supérieur au taux départemental (48,63 %).
Les pyramides des âges de la commune et du département s'établissent comme suit.
| Hommes | Classe d’âge | Femmes |
| ------ | ------------ | ------ |
| 0,8    | 90 ou +      | 1,1    |
| 6,5    | 75-89 ans    | 7,4    |
| 13,4   | 60-74 ans    | 13,5   |
| 17,6   | 45-59 ans    | 19,8   |
| 19,9   | 30-44 ans    | 21,8   |
| 16,4   | 15-29 ans    | 13,5   |
| 25,4   | 0-14 ans     | 22,9   |

| Hommes | Classe d’âge | Femmes |
| ------ | ------------ | ------ |
| 0,9    | 90 ou +      | 2,1    |
| 7      | 75-89 ans    | 9,5    |
| 16,2   | 60-74 ans    | 16,9   |
| 19,4   | 45-59 ans    | 18,7   |
| 18,2   | 30-44 ans    | 17,5   |
| 18,8   | 15-29 ans    | 17,6   |
| 19,5   | 0-14 ans     | 17,6   |

### Enseignement
Angrie dispose d'une école primaire publique (136 élèves en 2013).

### Manifestations culturelles et festivités
Tous les ans, le deuxième dimanche d'août, s'y déroule la Fête des moissons et vieux métiers. Cette manifestation, qui mobilise les principales associations de la commune regroupées au sein de l'ARMMA (association rurale des métiers et moissons d'antan), permet de faire découvrir les travaux des champs du passé et plusieurs dizaines de vieux métiers (fileur de laine, sabotier, ferblantier, forgeron…). Angrie accueille chaque année à cette occasion des milliers de visiteurs. Le 13 août 2017, l'ARMMA a fêté le 44e anniversaire de la fête.

### Sports
Angrie compte un club sportif : la Saint-Pierre d'Angrie. Le club regroupe le football et le tennis. En football, deux équipes sont engagées en championnat de district départemental. Les entraînements sont assurés par un entraîneur diplômé. Des jeunes sont également assidus aux entraînements et participent chacun à leur niveau aux compétitions ou aux différents plateaux sportifs pour les plus jeunes. Le stade a été doté d'un éclairage avec l'aide de la commune, permettant d'organiser des séances plus facilement.
En tennis, un court extérieur récemment rénové par le club et la municipalité, permet à une vingtaine de licenciés de pratiquer. Un tournoi annuel est organisé tant pour les jeunes que pour les seniors.

## Économie
Sur 94 établissements présents sur la commune à fin 2010, 55 % relèvent du secteur de l'agriculture (pour une moyenne de 17 % sur le département), 4 % du secteur de l'industrie, 9 % du secteur de la construction, 28 % de celui du commerce et des services et 4 % du secteur de l'administration et de la santé. Cinq ans plus tard, en 2015, sur les 94 établissements présents, 37 % relèvent du secteur de l'agriculture (pour une moyenne de 11 % sur le département), 10 % du secteur de l'industrie, 13 % de celui de la construction, 37 % du secteur du commerce et des services et 3 % de celui de l'administration et de la santé.

## Culture locale et patrimoine

### Monuments et lieux touristiques

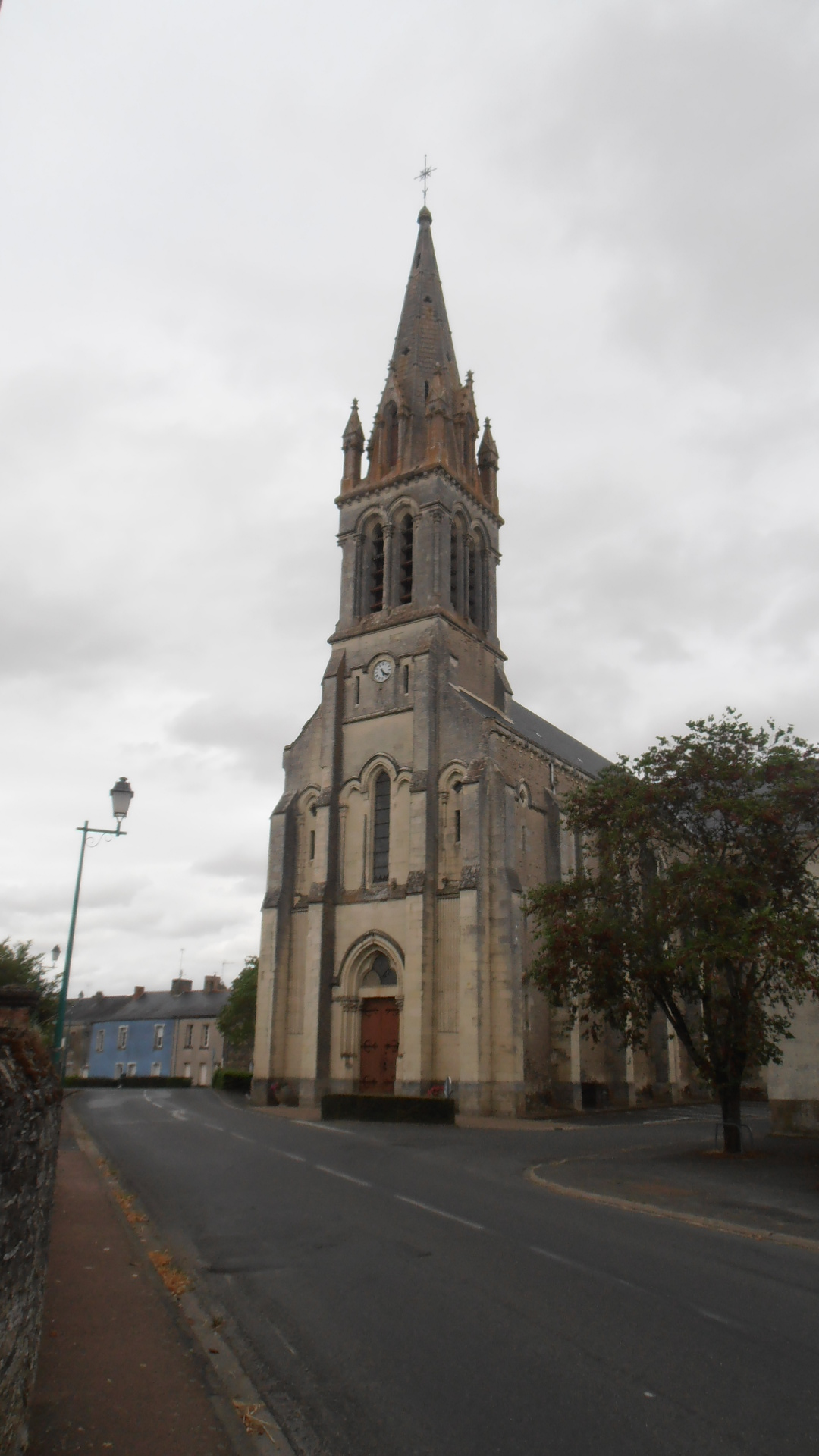
L'église Saint-Pierre.

- Le bourg et les fermes comptent certains bâtiments du XVe au XVIIIe siècle. Les maisons ont été en majorité construites ou remaniées au XIXe puis au XXe siècle.
- Le château, reconstruit au XVIe siècle, est démoli pour faire place à un édifice de style néogothique troubadour. Les plans sont de René Hodé, qui a réalisé entre autres le château de Challain-la-Potherie. Les travaux s'échelonnent de 1845 à 1849. Il a été inscrit aux Monuments historiques en 2008[31].
- L'église paroissiale Saint-Pierre fut construite de 1869 à 1891 à l'emplacement d'un édifice médiéval.
- La chapelle Notre-Dame-du-Cœur-immaculé-de-Marie, à la Croix Poulet, date également du XIXe siècle.
- Le manoir du Bois-Joulain a été construit aux XVe/XVIe siècles, puis remanié du XVIIe au XIXe siècle.
- Le manoir de la Gâchetière date du XVIIe siècle. Il a été inscrit aux Monuments historiques en 1981[32].
- La commune compte plusieurs moulins, dont celui du village, à eau, et cinq moulins à vent, parmi lesquels le Moulin Neuf ou de la Marmite, du XVIIe siècle, classé aux Monuments historiques en 1975[33].
- Les fours à chaux ont été élevés vers 1830. Répartis entre la Veurière et Saint-Anne, ils font environ 15 mètres de haut et sont construits en granit et en schiste. Ils ont été désaffectés au milieu du XXe siècle.
- Usine à chaux de Saint-Pierre.
- Angrie compte aussi d'anciennes carrières d'ardoise et de fer (artisanat)[34].

### Personnalités liées à la commune
- François Henri Allain-Targé (1798-1884), magistrat et homme politique y est décédé.
- Émilie-Sophie de Montullé (1756-1816), fut recueillie avec ses trois enfants: Lancelot-Jean-Baptiste-Alexandre Turpin de Crissé, Aline-Louise-Élisabeth Lancelot Turpin de Crissé et Lancelot Théodore Turpin de Crissé (comte), pendant la Terreur (1794) au château d'Angrie, par sa cousine la Vicomtesse.
- Ernest Guibourd de Luzinais, (1834-1899), juriste et homme politique né à Angrie, sénateur de la Loire-Inférieure, maire de Nantes de 1888 à 1892.